# Kanton Paulhaguet
Kanton Paulhaguet (fr. Canton de Paulhaguet) je francouzský kanton v departementu Haute-Loire v regionu Auvergne. Tvoří ho 19 obcí.

## Obce kantonu
- Chassagnes
- Chavaniac-Lafayette
- La Chomette
- Collat
- Couteuges
- Domeyrat
- Frugières-le-Pin
- Jax
- Josat
- Mazerat-Aurouze
- Montclard
- Paulhaguet
- Saint-Didier-sur-Doulon
- Saint-Georges-d'Aurac
- Saint-Préjet-Armandon
- Sainte-Eugénie-de-Villeneuve
- Sainte-Marguerite
- Salzuit
- Vals-le-Chastel